# Витали, Марио
Марио Витали (итал. Mario Vitali; 29 января 1866, Паузула (ныне Корридония), провинция Мачерата — 25 июля 1932, Пезаро) — итальянский пианист, композитор, музыкальный педагог.
Окончил в Неаполе Консерваторию Сан-Пьетро-а-Майелла (1886), ученик Костантино Палумбо (фортепиано) и Николы Д’Арьенцо (композиция).
С 1889 года преподавал в Музыкальном лицее Пезаро, сделавшись важной фигурой музыкальной жизни города. Вместе с Рафаэле Фронтали и Элиджио Кремонини составил фортепианное трио. Среди учеников Витали Мецио Агостини и Адриано Ариани.
Написал оперы «Романа» (итал. Romana; 1909) и «Шесть персонажей в поисках автора» (итал. Sei personaggi in cerca d'autore; 1928, по одноимённой пьесе Луиджи Пиранделло), одноактную оперу «Спящая красавица» (итал. La bella dormente al bosco), сюиту для оркестра, Серенаду для вокалистов, хора и оркестра, и т. д.